# David Walker (biskup)
David Louis Walker (ur. 13 listopada 1938 w Sydney) – australijski duchowny rzymskokatolicki, w latach 1996-2013 biskup diecezjalny Broken Bay. 

## Życiorys
Święcenia kapłańskie przyjął 21 lipca 1962 w swojej rodzinnej archidiecezji Sydney. Udzielił mu ich ówczesny arcybiskup metropolita Sydney, kardynał Norman Thomas Gilroy. 9 lipca 1996 papież Jan Paweł II mianował go biskupem Broken Bay. Sakry udzielił mu 3 września 1996 kardynał Edward Bede Clancy. 